# Bueskydning under sommer-OL 2024
Bueskydningskonkurrencerne ved sommer-OL 2024 i Paris er planlagt til at løbe over en syv-dages periode, fra 25. juli til 4. august, i Les Invalides. 128 bueskytter (64 for hvert køn) vil konkurrere på tværs af fem begivenheder, hvor det succesrige mixede hold vender tilbage til det olympiske program for anden gang.

## Medaljesammendrag

### Medaljetabel
*   Værtsnation ( Frankrig)
| Rank           | NOC            | Guld | Sølv | Bronze | Total |
| -------------- | -------------- | ---- | ---- | ------ | ----- |
| 1              | Sydkorea       | 5    | 1    | 1      | 7     |
| 2              | Frankrig*      | 0    | 1    | 1      | 2     |
| 2              | USA            | 0    | 1    | 1      | 2     |
| 4              | Tyskland       | 0    | 1    | 0      | 1     |
| 4              | Kina           | 0    | 1    | 0      | 1     |
| 6              | Tyrkiet        | 0    | 0    | 1      | 1     |
| 6              | Mexico         | 0    | 0    | 1      | 1     |
| Total (7 NOCs) | Total (7 NOCs) | 5    | 5    | 5      | 15    |

### Medaljevindere
| Herrer individuelt | Kim Woo-jin · Sydkorea                                  | Brady Ellison · USA                                                  | Lee Woo-seok · Sydkorea                                       |  |  |  |
| Herrer hold        | Sydkorea · Kim Je-deok · Kim Woo-jin · Lee Woo-seok     | Frankrig · Baptiste Addis · Thomas Chirault · Jean-Charles Valladont | Tyrkiet · Mete Gazoz · Berkim Tümer · Abdullah Yıldırmış      |  |  |  |
|                    |                                                         |                                                                      |                                                               |  |  |  |
| Damer individuelt  | Lim Si-hyeon · Sydkorea                                 | Nam Su-hyeon · Sydkorea                                              | Lisa Barbelin · Frankrig                                      |  |  |  |
| Damer hold         | Sydkorea · Jeon Hun-young · Lim Si-hyeon · Nam Su-hyeon | Kina · An Qixuan · Li Jiaman · Yang Xiaolei                          | Mexico · Ángela Ruiz · Alejandra Valencia · Ana Paula Vázquez |  |  |  |
|                    |                                                         |                                                                      |                                                               |  |  |  |
| Mixed hold         | Sydkorea · Kim Woo-jin · Lim Si-hyeon                   | Tyskland · Florian Unruh · Michelle Kroppen                          | USA · Brady Ellison · Casey Kaufhold                          |  |  |  |